# Banankontakt

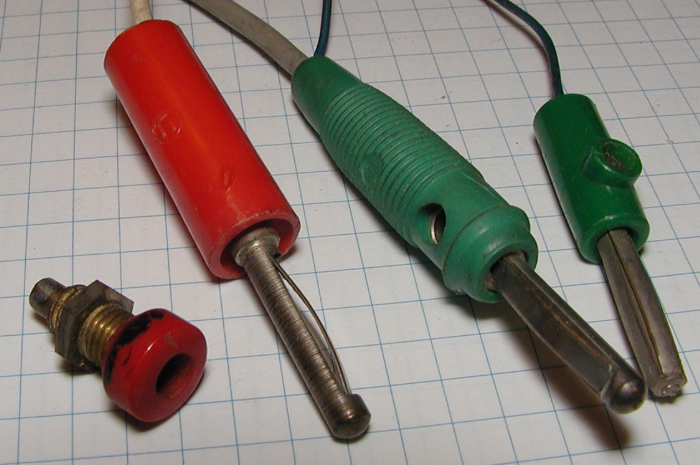
Banankontakter av olika typer

Banankontakt är en enpolig stickpropp som är vanligt förekommande på laboratorier och experiment med elektronisk apparatur. Banankontakter finns i ett flertal färger. Röda och svarta är dock vanligast för att markera vilken pol de ansluter till. Moderna banankontakter har ett hål för ytterligare en banankontakt så att förgreningar lätt kan åstadkommas.
Före 1960-talet var nästan alla anslutningar på radio- och TV-apparater gjorda för banankontakter. Det gällde exempelvis anslutning för antenn och jord, uttag för extra högtalare och ingång för grammofon. Banankontakten passade även i de vanliga vägguttagen för el som på den tiden inte var petsäkra. Apparater och eluttag kunde alltså anslutas hur som helst med varandra, vilket kunde medföra skador på apparaterna och ibland även orsaka brand eller elektriska stötar.
Modelltåg av fabrikatet Märklin använder miniatyrversioner av banankontakten för alla elektriska anslutningar.
Ordet "banankontakt" är belagt i svenska språket sedan 1940-talet.